# Полімеризація

Polyіsoprene, an example of polymer.

Реа́кція полімериза́ції (англ. polymerization, нім. Polymerisation) — реакція сполучення кількох молекул в одну без зміни елементарного складу вихідних речовин.
Полімеризація — утворення високомолекулярних сполук (полімерів) з низькомолекулярних сполук (мономерів). Утворений полімер має такий же елементний склад, як і вихідна речовина (мономер).

## Загальний опис
Продукт полімеризації двох молекул називають димером, трьох — тримером, а багатьох — полімером. Вихідну речовину, з якої одержують полімер, називають мономером.
Здатність молекул до полімеризації обумовлюється наявністю подвійних або потрійних зв'язків, які розриваються і переходять в одинарні. Сполучення мономерів у полімери відбувається за місцем розриву подвійних чи потрійних зв'язків.
Полімерні матеріали і продукти їх переробки — каучук, пластмаси і синтетичне волокно — знаходять в сучасній техніці і побуті дуже широке і різноманітне застосування. В основі виробництва цих матеріалів лежать реакції полімеризації.
Прикладами реакції полімеризації є реакції, що відбуваються при отриманні поліетилену, поліхлорвінілу і синтетичного каучуку.

## Йонна полімеризація
Ланцюгова полімеризація, в якій носіями кінетичних ланцюгів на стадіях ініціювання, росту й обриву ланцюга є ті чи інші йонні форми або макройони як проміжні частинки. Каталізується кислотами, основами або комплексами. У випадку полімеризації мономера (М), коли швидкість продовження ланцюгів набагато більша, ніж швидкість їх обриву, а ріст макромолекли відбувається на активних центрах (C) одного виду, швидкість процесу описується рівнянням
^ W= k[M][C]

### Аніонна полімеризація
Йонна полімеризація, в якій носіями кінетичного ланцюга є аніони, тобто кінцевий атом нарощуваного полімерного ланцюга набуває під час полімеризації негативного заряду. Використовується для отримання монодисперсних полімерів.

### Катіонна полімеризація
Йонна полімеризація, в якій кінетичний ланцюг ведуть катіони. Вона відбувається в результаті постійного виникнення в кінці зростаючого ланцюга позитивного заряду. До неї схильні ненасичені сполуки з електронодонорними замісниками та гетероцикли під впливомініціаторів — протонних і Льюїсових кислот, онієвих солей (для гетероциклів).

## Жива полімеризація
Ланцюгова полімеризація, при якій відсутні реакції передачі ланцюга та обриву ланцюга.

### Жива вільнорадикальна полімеризація
Радикально-ланцюгова полімеризація, у якій відсутні незворотні реакції обриву та передачі ланцюгів. Вона може включати такі стадії: повільне ініціювання, оборотне утворення
молекулярних частинок різної активності та з різним часом життя, оборотне утворення неактивних молекулярних частинок, у деяких випадках — оборотну передачу ланцюгів. Вона не має стадій необоротної дезактивації ростучих радикалів та передачі ланцюгів. Відбувається в присутності ініфертерів, якими є нітроксиди, дітіокарбамати, кобальт-порфіринові комплекси, дітіоестери, галогеніди металів. Наявність оборотних стадій, тобто процесів де активні хімічні частинки (ведуть ланцюг) перебувають у рівновазі з неактивними(сплячими) частинками, є характерною ознакою механізмів таких реакцій.

## Стереоспецифічна полімеризація
Полімеризація, в результаті якої утворюється тактичний полімер, тобто полімер з високим ступенем упорядкованості просторової будови. Однак полімеризацію, при якій стереоізомерія, присутня в мономері, практично не зберігається в полімері, не можна назвати стереоспецифічною полімеризацією.
Напр., полімеризація хірального мономера D-метилоксирану зі збереженням конфігурації не розглядаються як стереоспецифічна реакція, зате селективна полімеризація зі збереженням одного з енантіомерів, присутніх в суміші D-метилоксирану та L-метилоксирану, називається саме так.

## Радикальна полімеризація
Полімеризація, що є ланцюговим процесом, при якій носіями кінетичних ланцюгів у елементарних стадіях зародження, росту й обриву ланцюгів є радикали.
За радикальної полімеризації вінілових мономерів природа реакційного середовища здійснює суттєвий вплив на загальну швидкість процесу, константи швидкостей елементарних реакцій роста та обірвання полімерних ланцюгів,а також на молекулярні характеристики утворюваних полімерів. Зміна природи розчину або уведення до реакційної системи різних комплексоутворюючих добавок здатне у значній мірі змінити кінетичні параметри процесу гомогенної радикальної полімеризації. 
Особливо різкий вплив розчинника спостерігається за полімеризації водорозчинних мономерів. Наприклад, при полімеризації таких мономерів, як акриламід, акрилові кислоти, N-вінілпіролідон, третинні солі аміноетерів (мет)акрилової кислоти, значення костанти швидкості росту ланцюга зростає у 50-100 разів при переході від гомогенної полімеризації у органічних розчинниках до полімеризації у водному розчині. Дещо менший ефект природа розчинника здійснює на полімеризацію неполярних й малополярних вінілових мономерів, таких як стирол, метилметакрилат. Але й у цьому випадку при зміні природи розчинника загальна швидкість процесу може змінюватися у декілька разів, а значення константи швидкості росту ланцюга за гомогенної полімеризації стиролу змінюється в залежності від природи розчинника на 50-70%. Серед основних причин, обумовлюючих вплив природи розчинника на кінетичні параметри гомогенної радикальної полімеризації вінілових мономерів, є утворення специфічних комплексів між реагуючими частинками (мономер й полімерні радикали) й молекулами розчинника, гідрофобні взаємодії, які виникають при полімеризації водорозчинних мономерів у водних розчинах, а також зміна якості розчинника по відношенню до утворюваного полімеру. У випадку малополярних вуглеводневих мономерів (типу стиролу) чинником, який визначає вплив природи розчинника на константу швидкості росту, є утворення донорно-акцепторних комплексів між молекулами розчинника й ростучими полімерними радикалами, що призводить до зменшення активності цих радикалів. 

## Емульсійна полімеризація
(англ. emulsion polymerization)
Полімеризація, яка відбувається в емульсії. Починається в міцелах, які незабаром перетворюються у частинки полімера колоїдних розмірів і відтак полімеризація йде на поверхні цих частинок. Проходить звичайно з великою швидкістю, навіть при низьких температурах, що дає можливість одержувати полімер великої молекулярної маси і з досить вузьким молекулярним розподілом. Проводять у водних емульсіях, часто стабілізованих поверхнево-активними речовинами.

## Ступінь полімеризації
Середнє значення числа мономерних ланок у макромолекулах полімеру. Молекулярна маса полімеру, M, пов'язана зі ступенем полімерізації, N, та молекулярною масою мономера, m,
рівнянням: M = Nm.